# Hamipterus
Hamipterus es un género extinto de pterosaurio pteranodontoideo que vivió durante el Cretácico Inferior en el noroeste de lo que ahora es China. Es conocido a partir de la especie tipo y única conocida, Hamipterus tianshanensis.

## Descubrimiento y denominación
En 2006 se reportó el hallazgo de un Konservat-Lagerstätte en la región de Hami en Xinjiang, en este caso compuesto por sedimentos de un lago que permitió la excepcional preservación de los fósiles. Ese mismo año, Qiu Zhanxiang y Wang Banyue comenzaron oficialmente las excavaciones. Parte de los hallazgos consistió en densas concentraciones de huesos de pterosaurios, asociados con tejidos blandos y huevos. El sitio representa una colonia de anidación que quedó enterrada por lodo procedente de rápidas inundaciones. Docenas de individuos pudieron ser recolectados de un total que fue estimado en 2014 sería de varios cientos.
En 2014, la especie tipo Hamipterus tianshanensis fue nombrada y descrita por Wang Xiaolin, Alexander Kellner, Jiang Shunxing, Wang Qiang, Ma Yingxia, Yahefujiang Paidoula, Cheng Xin, Taissa Rodrigues, Meng Xi, Zhang Jialiang, Li Ning y Zhou Zhonghe. El nombre del género combina el de la región de Hami con el término griego latinizado πτερόν, pteron, "ala". El nombre de la especie se refiere a su procedencia de Tian Shan, una cadena montañosa.
El espécimen holotipo, IVPP V18931.1, fue hallado en una capa del Grupo Tugulu que data del Cretácico Inferior. Consiste de un cráneo, probablemente de una hembra. El paratipo es IVPP V18935.1, el cráneo de un individuo macho. El número de inventario IVPP V18931 no pertenece a un único esqueleto, sino a un bloque que contiene varios huesos de diferentes individuos. En 2014 se habían ya asegurado once de esos bloques, numerados de IVPP V18931 a V18941. En conjunto, estos contienen los restos de al menos 40 animales, tanto de huesos como remanentes de tejidos blandos como las cubiertas córneas de las crestas craneales. De manera excepcional entre los fósiles de pterosaurios, los huesos no estaban aplastados, sino que se preservaron en tres dimensiones y en buenas condiciones. Además se hallaron cinco huevos no aplastados. Estos hallazgos pertenecen a la mayor concentración conocida de fósiles de pterosaurios, con la excepción de las colonias de anidación de Pterodaustro en Argentina.

## Descripción
La envergadura alar de los individuos descritos varía de 1.5 a 3.5 metros.
Los autores de la descripción indicaron algunos rasgos distintivos, todos ellos autapomorfias o características únicas derivadas. El dentario, el hueso frontal de la mandíbula, tiene un proceso en forma de gancho. El ramo ascendente del hueso yugal, que corre al hueso lagrimal, es delgado, inclinado al frente y expandido hacia arriba. El supraoccipital central en la parte superior-posterior del cráneo posee una cresta bien desarrollada. El húmero está perforado por un foramen neumático cerca de la base de la cresta deltopectoral. El hueso carpiano externo inferior de la muñeca tiene un proceso en forma de espina que apunta hacia abajo.
También se determinó que posee una combinación única de características que por sí mismas no son únicas: el hueso frontal del hocico, el premaxilar, posee una cresta con surcos y protuberancias que se curvan al frente. El surco del dentario alcanza el punto punto más alto de ese hueso. Tanto la punta del hocico como de la mandíbula están levemente expandidas. La cresta deltopectoral está moderadamente girada alrededor del eje longitudinal del húmero.

## Filogenia

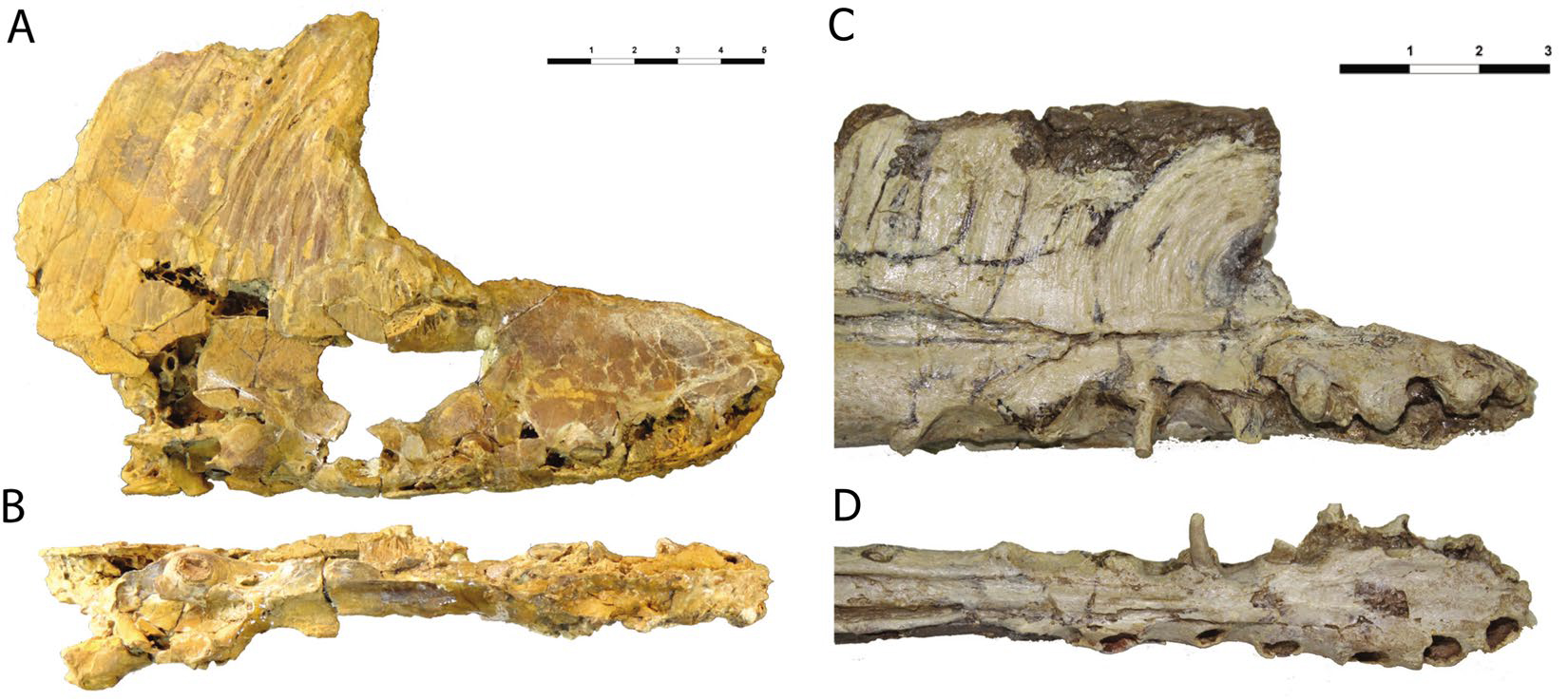
Hocico de Iberodactylus comparado con el de Hamipterus.

Hamipterus está clasificado dentro de Pterodactyloidea, situado en el clado Pteranodontoidea. Un análisis cladístico sin embargo no pudo resolver de manera precisa sus relaciones con respecto a Istiodactylus, Ludodactylus y la familia Anhangueridae.

## Paleobiología
El enorme número de individuos hallados permitió el establecimiento de una serie ontogénica, mostrando cómo los individuos se desarrollaban a medida que iban madurando. Los animales más grandes muestran varios cambios: las puntas de sus hocicos se volvían relativamente anchas; la cresta del hocico se volvía más robusta y expandía su base hacia el frente, empezando al nivel del quinto diente en lugar del sexto; el patrón de surcos y protuberancias en la cresta se hacía más prominente; la punta del hocico también empezaba a enderezarse en vista lateral, dejando de curvarse hacia arriba. Además el surco en el dentario se profundizaba y alargaba. Sin embargo, no se registraron cambios en el número de dientes, el grado de fusión de la sínfisis en la mandíbula, o la forma del esqueleto postcraneal hasta donde se puede asegurar, debido al hecho de que los elementos del esqueleto no se hallaron articulados.
Se presume que había un claro dimorfismo sexual en esta especie, en el que los mayores especímenes con grandes crestas eran los machos y los individuos pequeños con crestas menores serían las hembras. De ser así, sería una refutación a la hipótesis de que en los pterosaurios, solo los machos poseían crestas.